# Mountain Lodge Park
Mountain Lodge Park est une census-designated place du comté d'Orange, dans l'État de New York, aux États-Unis,. En 2020, elle compte une population de 1 910 habitants.